# Marco Antonio Serna Díaz
Marco Antonio Serna Díaz (11 de julio de 1936-31 de diciembre de 1991) fue un naturalista, ornitólogo y herpetólogo colombiano.

## Biografía
Serna fue hijo de Marco Antonio Serna y Anna Judith Díaz, naciendo en San Vicente Ferrer, Antioquia, Colombia. El 20 de junio de 1950 ingresó en el Instituto de los Hermanos de las Escuelas cristianas en San Pedro, Antioquia, donde  descubrió su amor por las ciencias naturales. De 1956 a 1958  estudió en San Antonio de Prado. El 10 de enero de 1962 emitió su profesión perpetua en el Instituto de los Hermanos de las Escuelas Cristianas (Hermanos de La Salle). 
Fue el curador de las colecciones de ornitología y herpetología en el Museo de La Salle en Bogotá, y profesor de ornitología en la Universidad de Antioquia.  Fue curador del Museo de Ciencias Naturales del Colegio de San José de La Salle en Medellín, donde estuvo radicado durante muchos años. Su rigor científico inspiró muchas carreras científicas en los estudiantes de secundaria bajo su influencia. Serna fue presidente de la Sociedad Antioqueña de Ornitología, que cofundó en 1984, y de la Asociación Colombiana de Ornitología, dos organizaciones ornitológicas notables en Colombia.
Junto con Juan Arturo Rivero, un herpetólogo de Puerto Rico,  describió varias especie de ranas nuevas, entre las que se incluyen Pristimantis dorsopictus, Pristimantis johannesdei, Hyloxalus breviquartus, Pseudopaludicola ceratophryes, y Colostethus ramirezi.
En 1971,  colectó uno de los últimos ejemplares de la serie original del  montañerito paisa (Atlapetes blancae).
En 2012, el recientemente descubierto cucarachero paisa (Thryophilus sernai) fue nombrado en su honor. En 1984, Rivero describió la especie de rana Eleutherodactylus sernai, la cuál  más tarde fue sinonimizada con Eleutherodactylus cerastes (Lynch, 1975).